# Minbaşı
Minbaşı är en ort i Azerbajdzjan.   Den ligger i distriktet Sabirabad Rayonu, i den sydöstra delen av landet, 100 km sydväst om huvudstaden Baku. Antalet invånare är 626.
Terrängen runt Minbaşı är platt. Runt Minbaşı är det tätbefolkat, med 331 invånare per kvadratkilometer.. Närmaste större samhälle är Şirvan, 4,7 km öster om Minbaşı.
Omgivningarna runt Minbaşı är i huvudsak ett öppet busklandskap.